# Empêchement (droit administratif belge)
Pour les articles homonymes, voir Empêchement.
En Belgique, le bourgmestre comme l'échevin peuvent être dits empêchés.

## Empêchement du bourgmestre
Est considéré comme empêché, le bourgmestre qui exerce la fonction de ministre, de secrétaire d’État, de membre d’un gouvernement ou de secrétaire d’État régional, pendant la période d’exercice de cette fonction.

## Empêchement de l'échevin
Est considéré comme empêché l’échevin qui exerce la fonction de ministre, de secrétaire d’État, de membre d’un gouvernement ou de secrétaire d’État régional, pendant la période d’exercice de cette fonction.

### Législation
1. ↑  Décret modifiant certaines dispositions du Code de la démocratie locale et de la décentralisation (DRW/20051208/AB)
2. ↑  Décret modifiant certaines dispositions du Code de la démocratie locale et de la décentralisation (DRW/20051208/AB)